# زن بی‌وفا
زن بی‌وفا (فرانسوی: La Femme infidèle‎) یک فیلم جنایی درام فرانسوی به کارگردانی کلود شابرول و بازیگری استفان اودران است که در سال ۱۹۶۹ منتشر شد. این فیلم در فرانسه با استقبال چندانی مواجه نشد و تنها ۶۸۲٬۲۹۵ بلیط در سینما برایش فروخته شد.

## گزیدهٔ بازیگران
- استفان اودران
- میشل بوکه
- میشل دوشوسوآ
- موریس رونه
- دومینیک زاردی
- دوناتلا توری